# Homalostethus erato
Homalostethus erato är en insektsart som först beskrevs av Gustav Breddin 1903.  Homalostethus erato ingår i släktet Homalostethus och familjen spottstritar. Inga underarter finns listade i Catalogue of Life.